# Pont de Biscaia
El Pont de Biscaia, Pont Penjant o Pont Palacio (Bizkaiko Zubia, en euskera) és un pont amb barqueta transbordadora que uneix les dues ribes de la ria del Nervión a Biscaia al País Basc, i va ser inaugurat el 1893.
El pont rep diversos noms. El nom oficial és «Pont de Biscaia», encara que la denominació més popular i estesa sigui la de «Puente Colgante» al qual a vegades se solen afegir les extensions «de Portugalete», «de Getxo» o fins i tot «de Bilbao». També sol rebre els noms de «Pont de Portugalete», ja que aquesta és una de les localitats que uneix, i «Pont Palacio», en honor de l'arquitecte, l'enginyer Alberto de Palacio, autor del projecte.
El pont enllaça la vila de Portugalete amb el barri de les Arenes, que pertany al municipi de Getxo, així com les dues vores de la ria de Bilbao. Es va construir per respondre a la necessitat de connectar els balnearis en ambdós marge de la ria, destinats a la burgesia industrial i als turistes a la darreria del segle xix, sense interrompre el tràfic de vaixells a l'entrada de la ria.

## Història
Tant en el procés de disseny del pont, com en la construcció va intervenir l'enginyer i empresari francès Ferdinand Arnodin, expert tant en la fabricació de cables com en la construcció i reparació de ponts penjants. Arnodin és autor del pont transbordador de Rochefort, a França, el perfil del qual és molt semblant, en efecte, al de Biscaia. El pont es va construir entre 1890 i 1893, no va estar exempta de problemes i dissensions entre Palacio i Arnodin, la qual cosa va provocar la contínua intervenció mediadora del prestigiós enginyer francès A. Brüll, que havia estat president de la Societat d'Enginyers Civils de França
El pont té 61 metres d'altura i 160 metres de longitud. Es tracta d'un pont penjant amb una barqueta transbordadora per al transport de vehicles i passatgers. Va ser el primer pont d'aquest tipus construït al món i per això va servir de model de nombrosos ponts construïts en Europa, Àfrica i Amèrica. El Pont de Biscaia és considerat actualment el pont transbordador en servei més antic del món.
A mitjan any 1937, durant la Guerra Civil, els enginyers del republicà Exèrcit del Nord van rebre l'ordre de destruir tots els passos sobre la ria de Bilbao, amb la finalitat de detenir l'avanç de les tropes franquistes. Per això, el 17 de juny d'aquest any, es va derrocar el travesser que es va precipitar sobre les aigües. El pont va ser reconstruït i finalment posat en servei novament, el 19 de juny de 1941.
El projecte de reconstrucció es deu a l'enginyer de camins José Juan Aracil, que va actualitzar el disseny de la biga original i dels cables de suspensió i atirantament. Començant a muntar la passarel·la central des del mig cap a ambdues vores de Portugalete i las Arenas mitjançant uns cables que van servir de suport per mantenir la passarel·la cental.
Les cinc barquetes que han penjat del pont des de l'inici van evolucionar tant en els materials de construcció utilitzats com en l'augment de les mesures de seguretat per als passatgers.

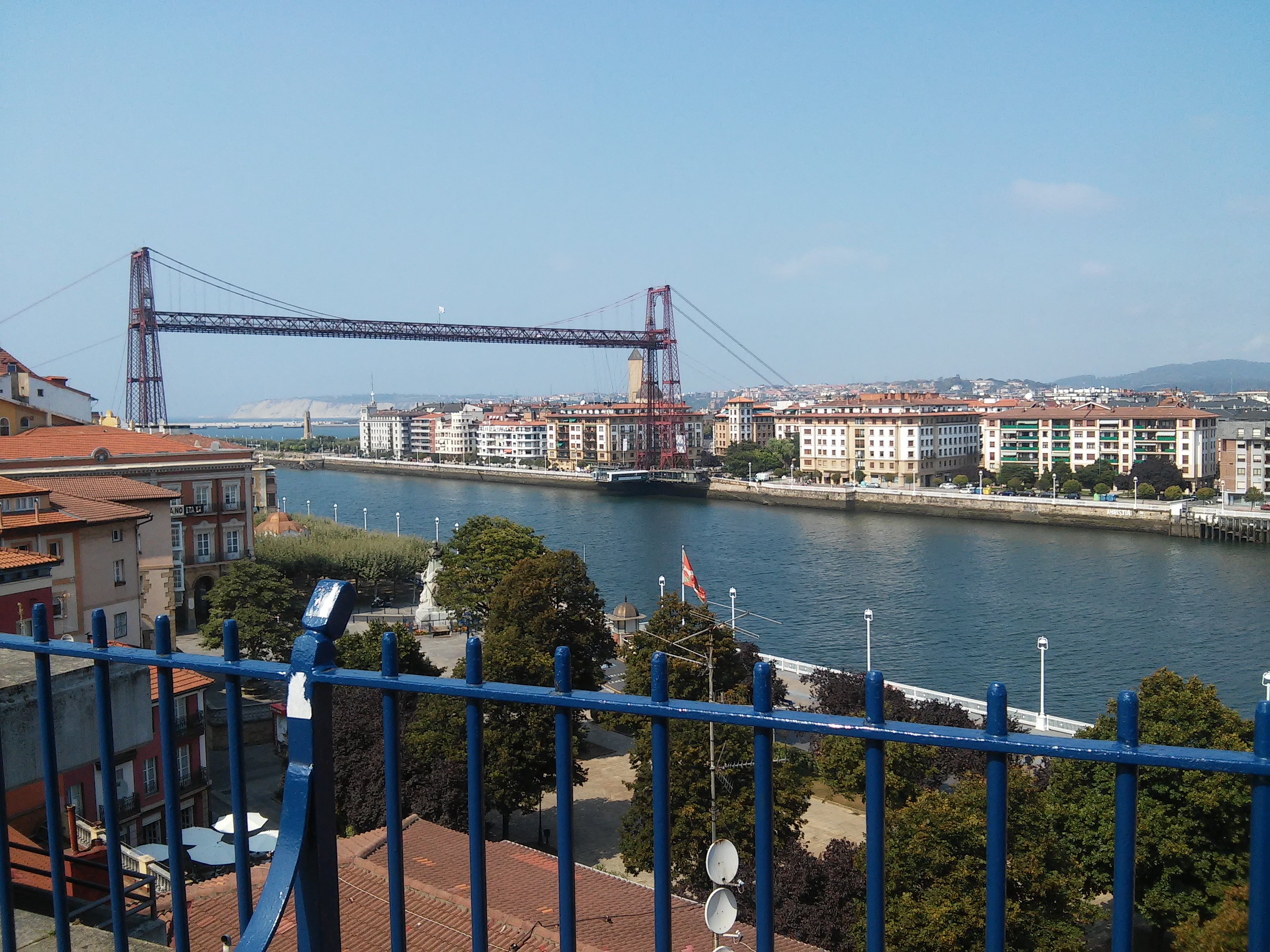
Vista del Pont de Biscaia des de Portugalete

El pont és gestionat per la societat El Transbordador de Bizkaia, S.L.. El transbordador del pont realitza viatges durant les 24 hores del dia i els 365 dies de l'any. Fer el trajecte en el transbordador del pont estalvia un trajecte per carretera de gairebé 20 km, per la qual cosa continua sent un mitjà de transport àmpliament utilitzat per unir Guetxo amb Portugalete.
La societat concessionària va realitzar l'any 1999 importants obres en el pont, incloent la instal·lació d'ascensors a les torres d'ambdues marges i l'habilitació d'una passarel·la en la biga superior, per a un ús turístic. Es va construir a més una nova barqueta i nous edificis d'accés, i es va modificar el carro de desplaçament.
Pel Govern Basc,  fou declarat «Monument Històric Artístic el Pont Vizcaya» el 1984. El 1990, mitjançant decret  «s'adapta a les prescripcions de la llei 7/1990, del Patrimoni Cultural Basc, el expedient de Be Cultural Qualificat, amb la categoria de Monument», a favor del pont.
El 13 de juliol de l'any 2006 fou declarat Patrimoni de la Humanitat de la Unesco, essent elegit entre un total de 37 candidatures. La Unesco considera el Pont de Bizcaia com una de les més destacades obres d'arquitectura del ferro de la Revolució industrial i va destacar el seu us innovador dels cables d'acer lleuger trenat.

## Galeria d'imatges

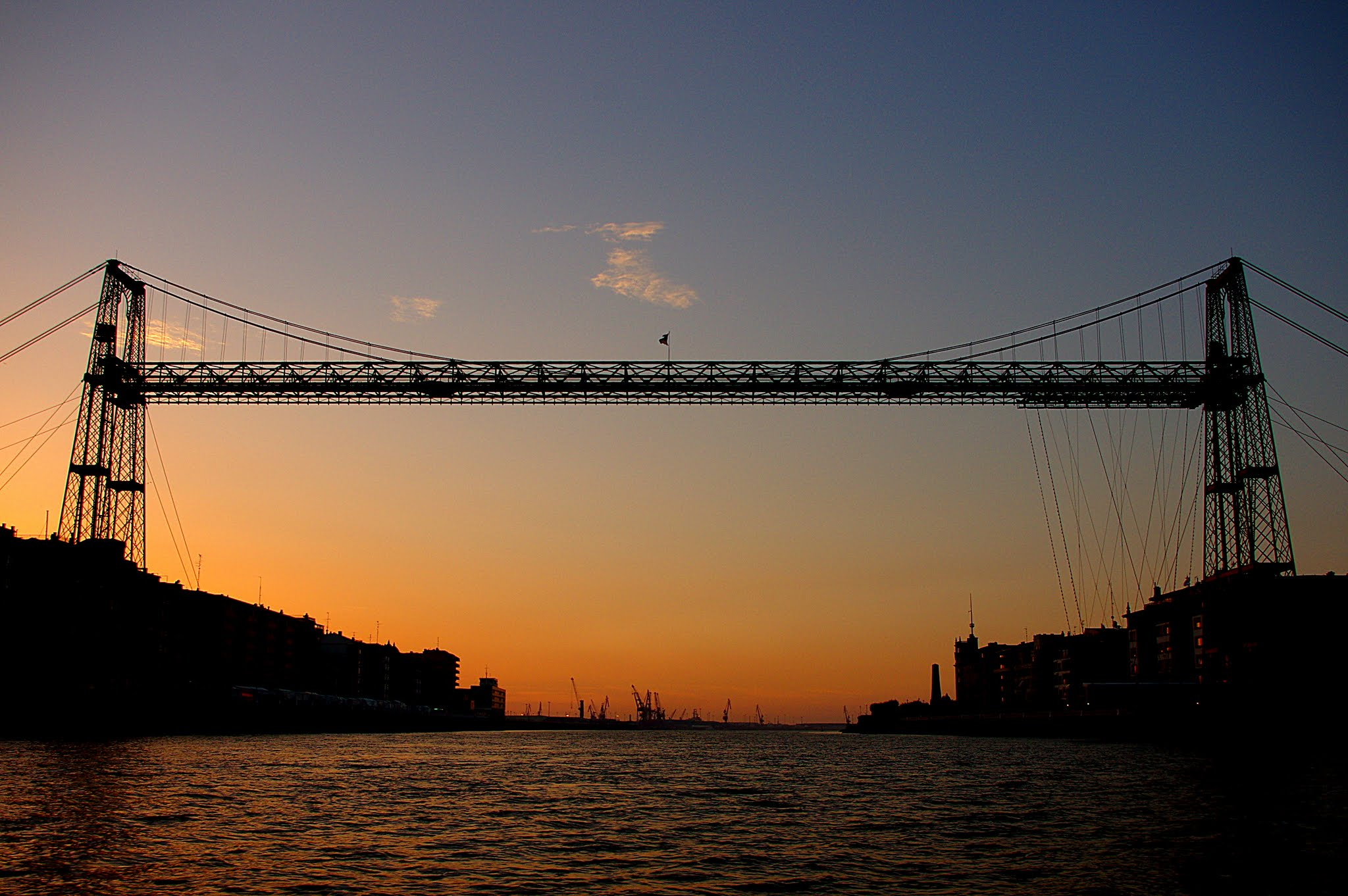
Posta de sol
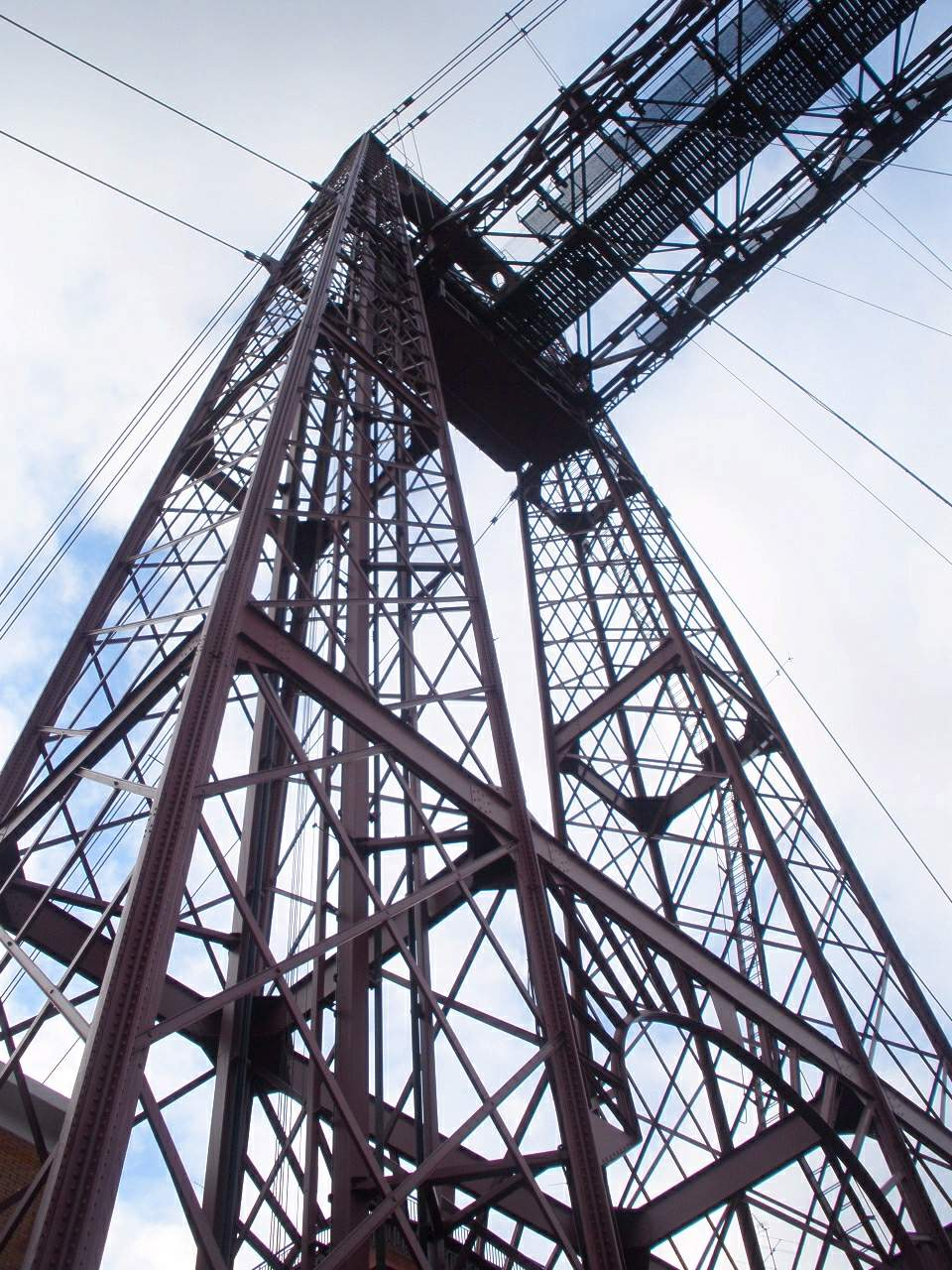
Detall d'una de les torres
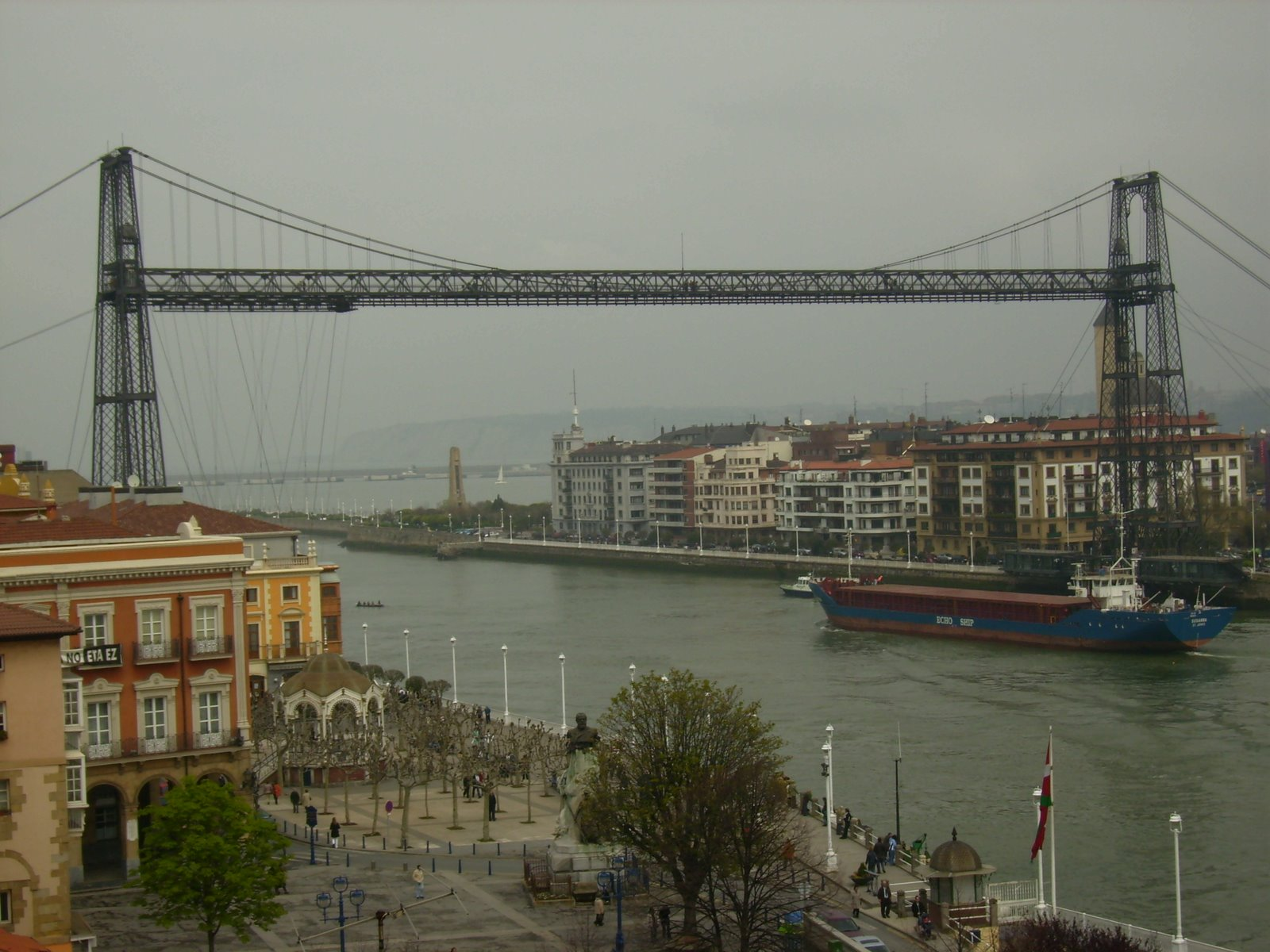
Vaixell passant per sota el pont
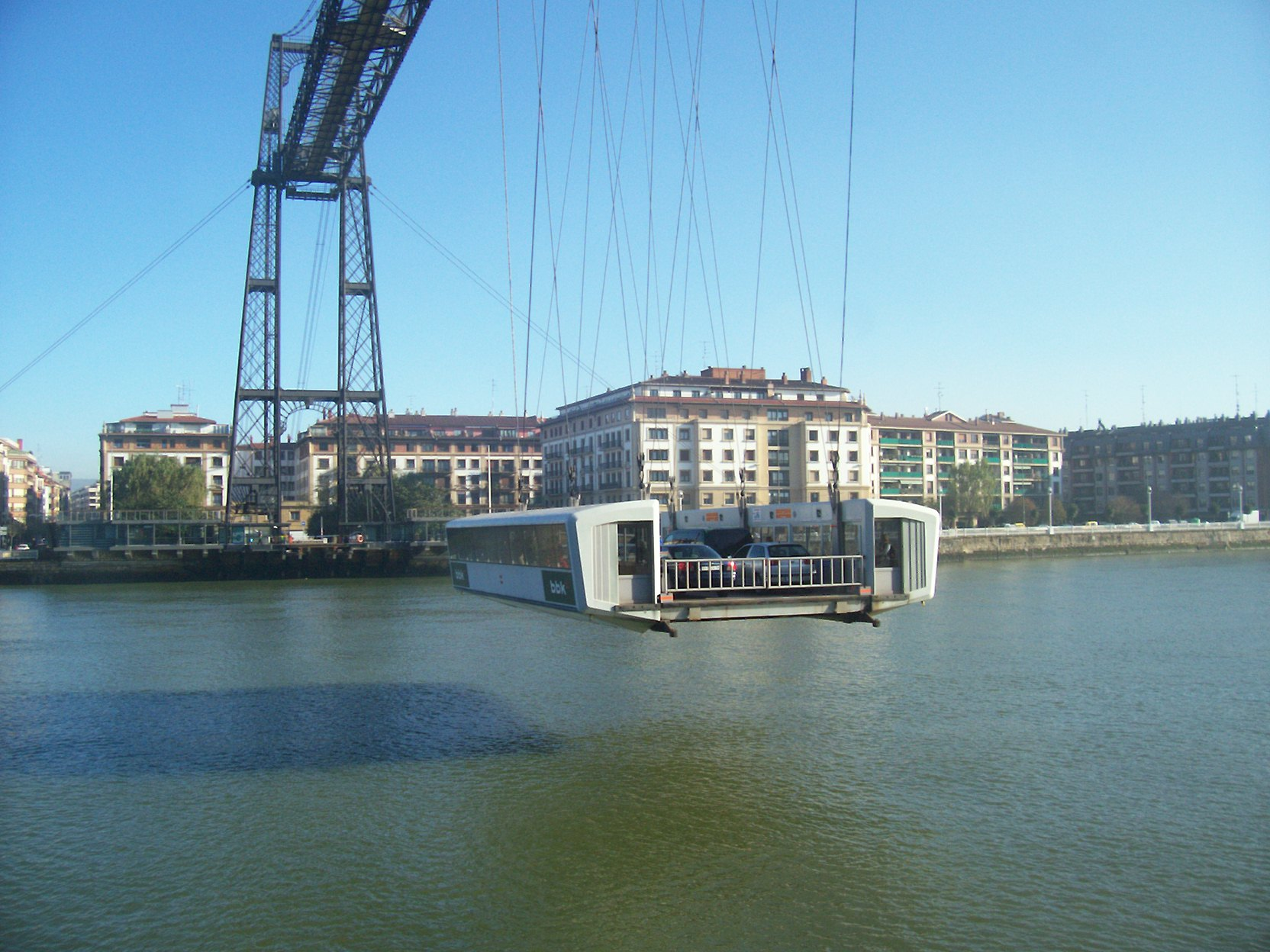
Detall de la barqueta
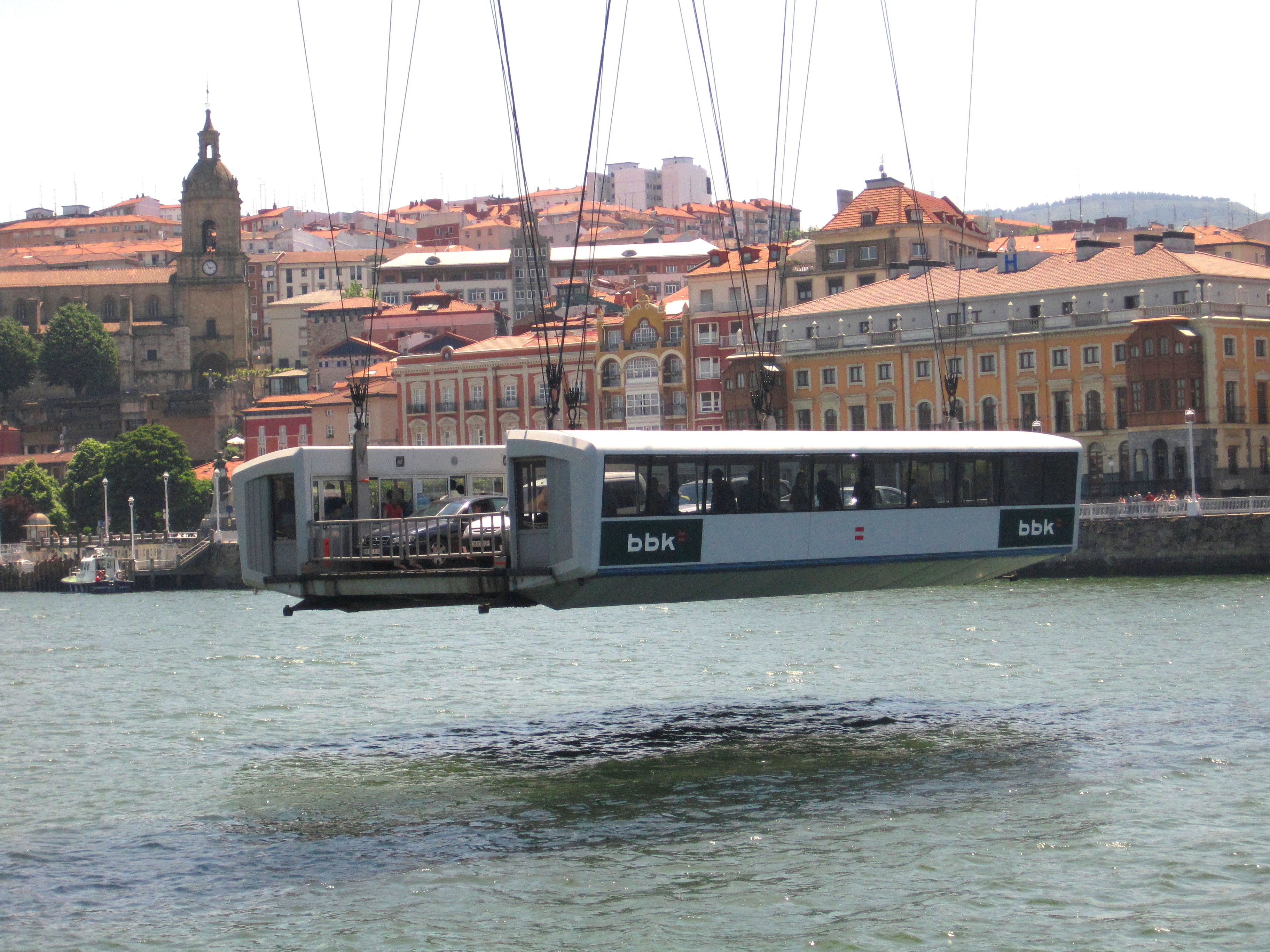
Una altra visió del transbordador
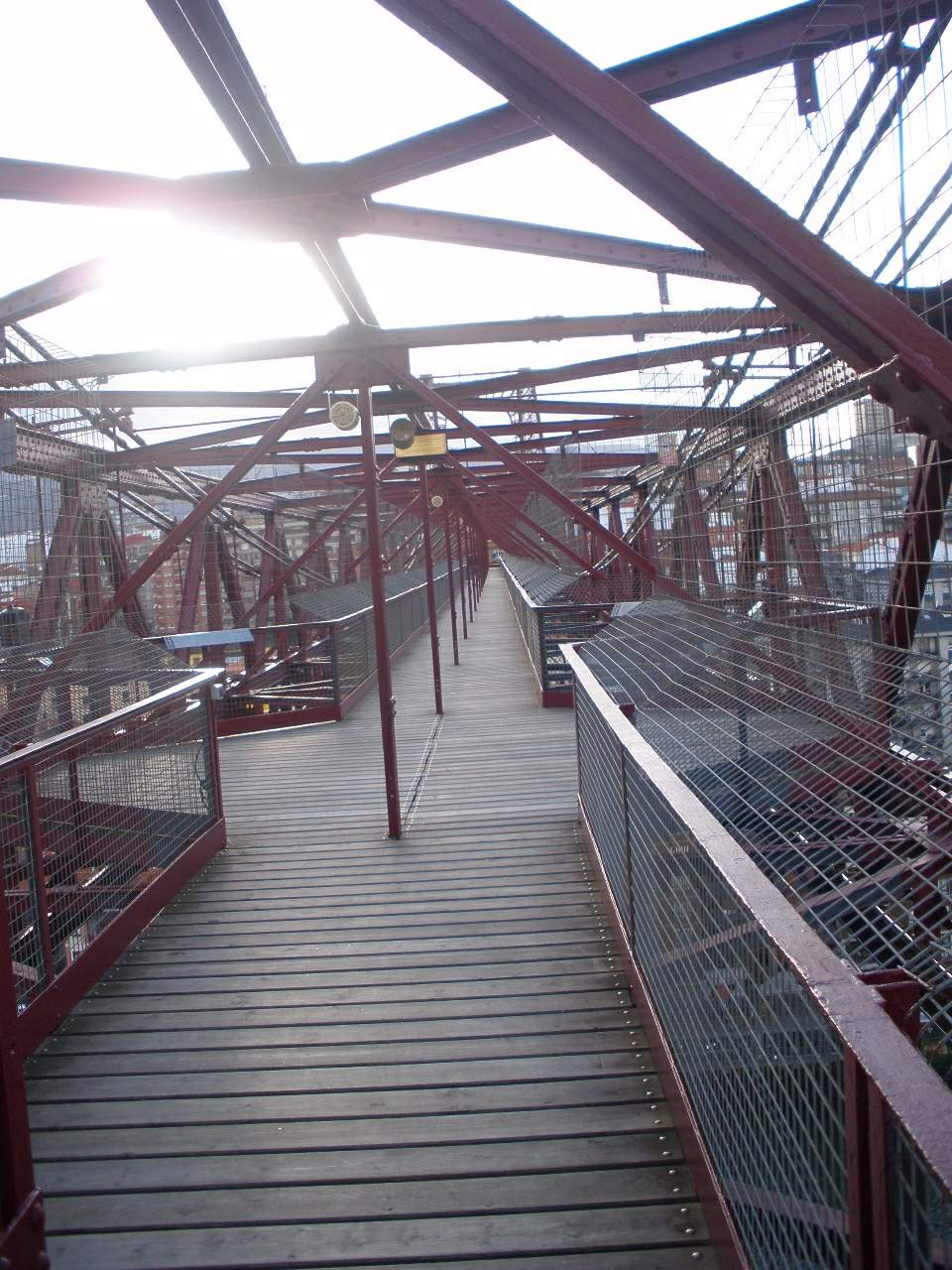
Vista del camí elevat
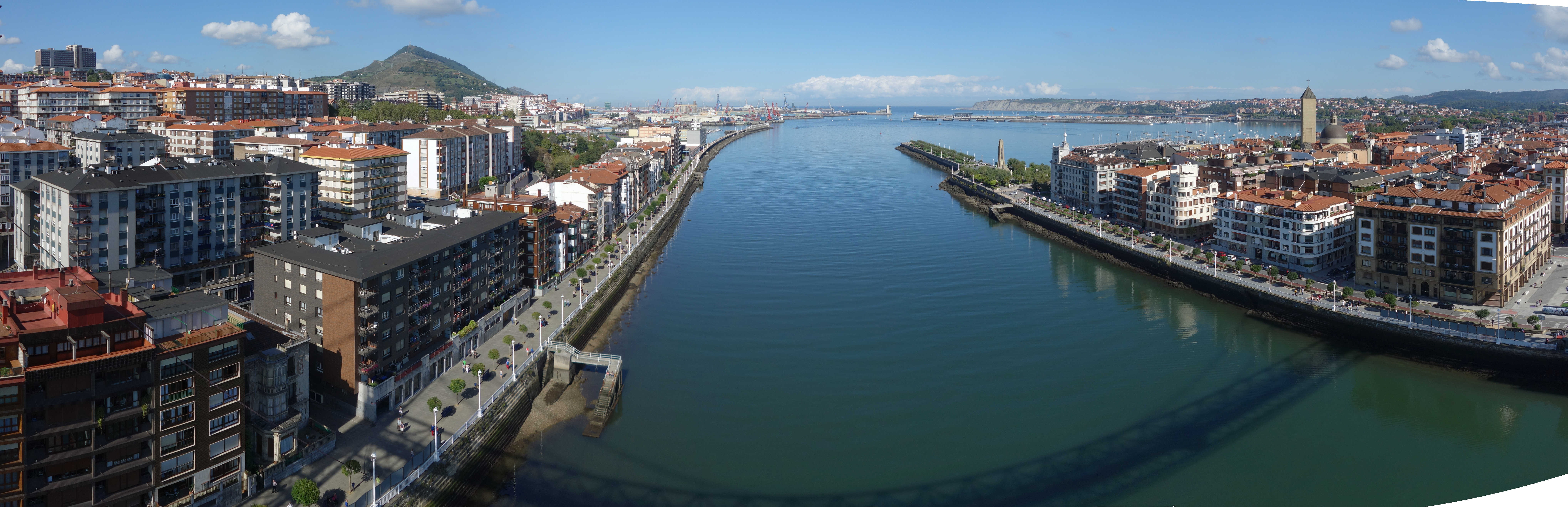
Vista des de dalt del pont